# La Cité sous la mer (film, 1965)
Pour les articles homonymes, voir La Cité sous la mer et La Cité sous la mer (téléfilm, 1971).
Pour plus de détails, voir Fiche technique et Distribution.
La Cité sous la mer (titre original : City under the Sea au Royaume-Uni et War-Gods of the Deep aux États-Unis) est un film fantastique américano-britannique, réalisé par Jacques Tourneur et sorti en 1965. Il s’agit de l’adaptation du poème, The City in the Sea d'Edgar Allan Poe (1845) et du dernier film du réalisateur.

## Synopsis
Côte des Cornouailles au début du XXe siècle. Partis à la recherche de Jill Tregellis, une jeune Américaine, ses amis se retrouvent dans une cité engloutie, dirigée d'une façon despotique par Sir Hugh…

## Fiche technique
- Titre anglais : City under the Sea
- Titre américain : War-Gods of the Deep
- Titre français : La Cité sous la mer
- Réalisation : Jacques Tourneur
- Scénario : Charles Bennett et Louis M. Heyward, d'après le poème The City in the Sea d'Edgar Allan Poe (1845)[1]
- Direction artistique : Frank White
- Décors : Colin Southcott
- Costumes : Ernie Farrer[2]
- Photographie : Stephen Dade
- Photographie sous-marine : John Lane et Ginger Gemmell
- Son : Ken Rawkins
- Montage : Gordon Hales
- Musique : Stanley Black
- Production : Daniel Haller et George Willoughby
- Société de production : American International Productions  (États-Unis) et Bruton Film Productions (Royaume-Uni)
- Société de distribution : American International Pictures (États-Unis) et Anglo-Amalgamated Film Distributors (Royaume-Uni)
- Pays d’origine :  Royaume-Uni /  États-Unis
- Langue originale : anglais
- Format : couleur (Pathécolor) - 35 mm - 2,35:1 (Colorscope) -  son Mono (Western Electric Recording)
- Genre : fantastique
- Durée : 85 minutes
- Dates de sortie :
  - États-Unis : 26 mai 1965
  - Royaume-Uni : juin 1965

## Distribution
- Vincent Price : Sir Hugh
- David Tomlinson : Harold Tufnell-Jones
- Tab Hunter : Ben Harris
- Susan Hart : Jill Tregillis
- John Le Mesurier : Révérend Jonathan Ives
- Henry Oscar : Mumford
- Derek Newark : Dan
- Roy Patrick : Simon
- Tony Selby: la victime du sacrifice
- Michael Heyland : Bill
- Stephen Brooke : Ted
- William Hurndell : Tom
- Jimmy Spearman : Jack
- Dennis Blake : Harry

## Autour du film
C'est le dernier film de Jacques Tourneur.